# Echium auberianum
Echium auberianum är en strävbladig växtart som beskrevs av Philip Barker Webb och Berth. Echium auberianum ingår i släktet snokörter, och familjen strävbladiga växter. Inga underarter finns listade i Catalogue of Life.

## Bildgalleri

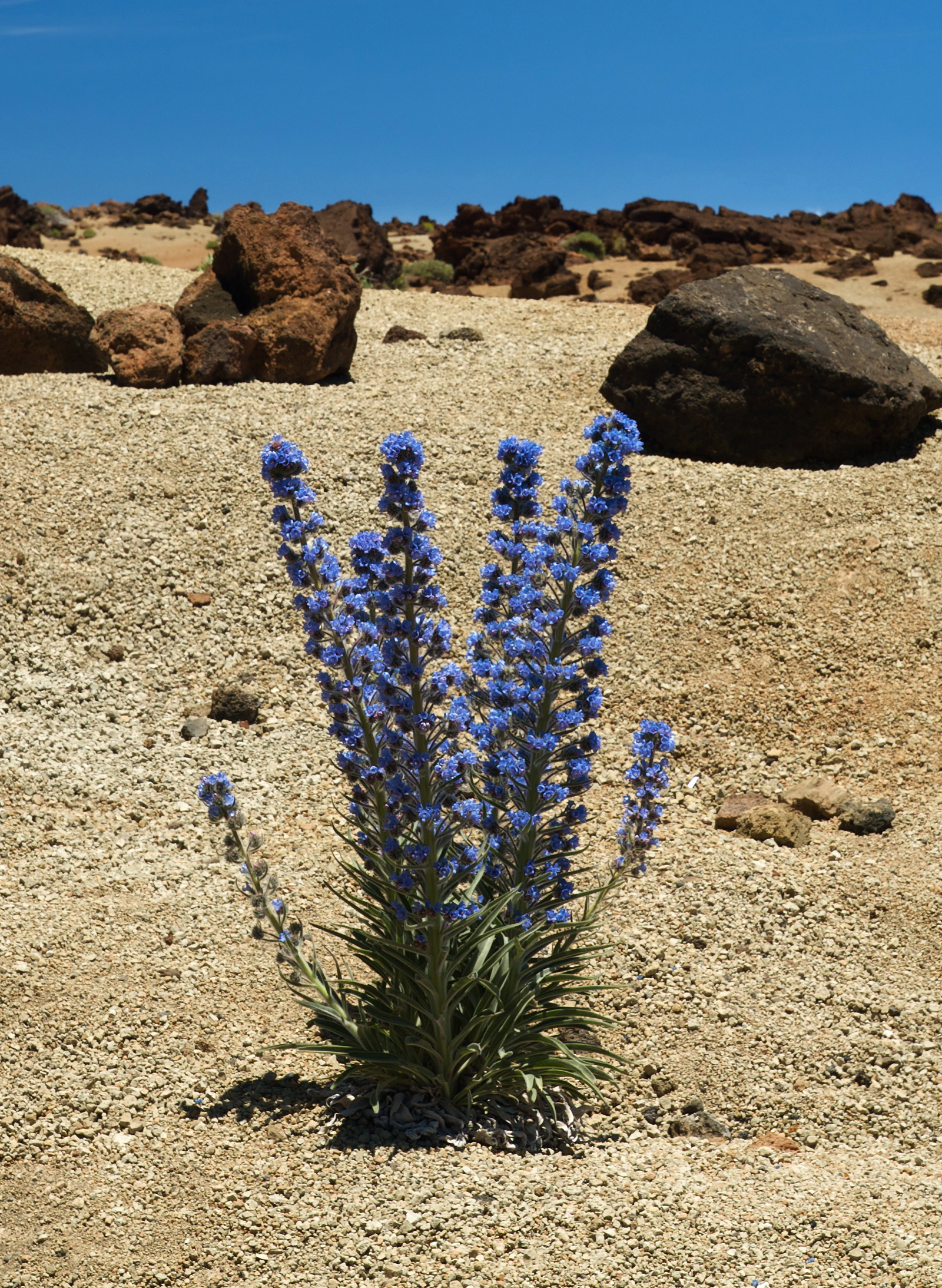